# Ranunculaceae
Famille
Classification APG III (2009)
Les Ranunculaceae (en français les Ranunculacées ou plus traditionnellement les Renonculacées), sont une famille de plantes à fleurs de l'ordre des ranunculales. Ce sont des plantes voisine des Dicotylédones vraies. Celle-ci comprend environ 2 500 espèces réparties en une soixantaine de genres.

## Étymologie
Le nom de la famille vient du genre Ranunculus (« petite grenouille »), diminutif du latin rana (cf rainette), car plusieurs espèces sont aquatiques et plusieurs autres affectionnent les endroits humides que fréquentent ces amphibiens.

## Description

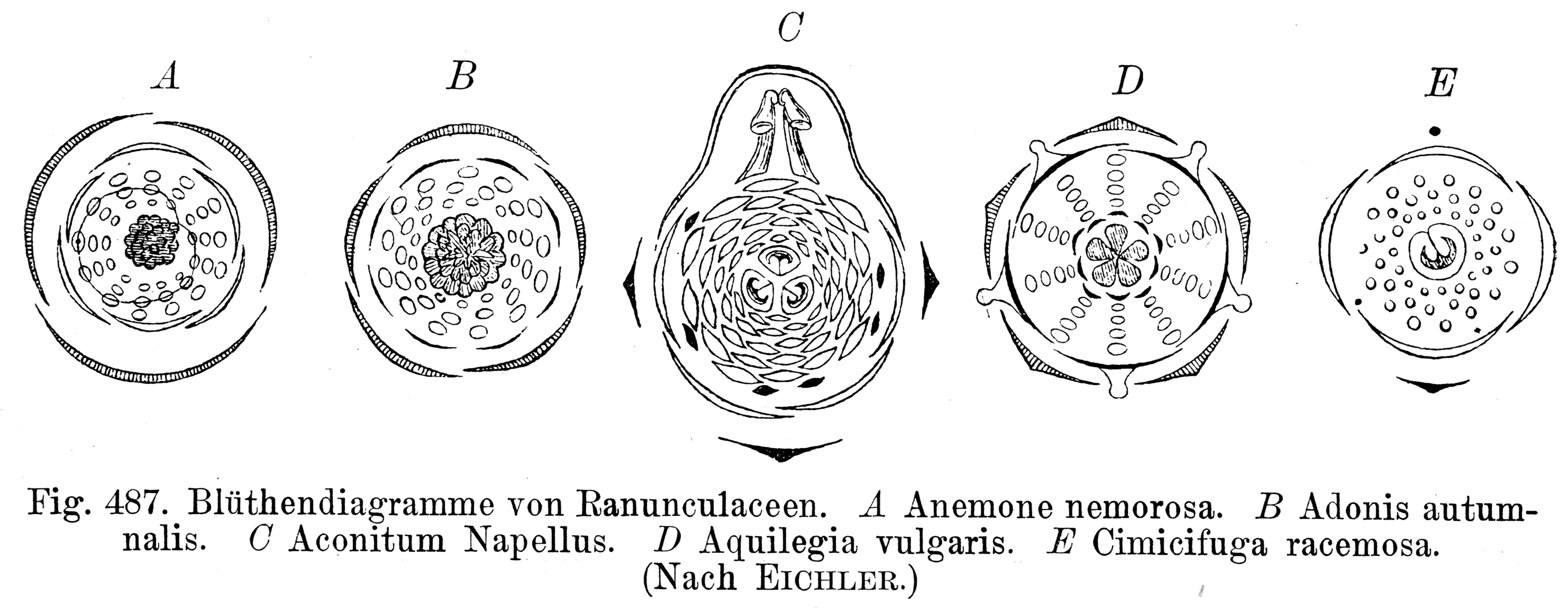
Diagrammes floraux de Renonculacées.

Les Ranunculaceae sont une famille par enchaînement, montrant plusieurs tendances évolutives, ce qui explique la diversité de l'appareil végétatif (grande variabilité morphologique) et reproducteur, ce dernier montrant plusieurs directions évolutives.

### Appareil végétatif
Ce sont des plantes herbacées (quelques ligneuses, arbustes tel que Xanthorhiza, lianes et plantes grimpantes telles que les Clématite), annuelles ou pérennes, rhizomateuses ou tubéreuses, des régions froides à tropicales, avec un maximum dans les régions tempérées de l'hémisphère Nord. Les feuilles généralement sans stipules (exception : Thalictrum) et à pétioles élargis à la base (feuilles engainantes) montrent toutes les tendances évolutives : simples, entières (Caltha) ou souvent très découpées, parfois composées ; alternes, opposées (plus rarement, comme dans le genre Clematis) ou/et en rosettes basales ; l'hétérophyllie est marquée chez les espèces aquatiques. Chez certaines espèces, le pétiole est transformé en vrille (Clematis) ou ce sont les 3 folioles apicales qui sont réduites à des vrilles (Naravelia).
Les renonculacées sont des plantes toxiques de par leur production d'alcaloïdes, d'hétérosides, de lactones telles que la proto-anémonine, principe âcre et irritant qui est une cardiotoxine. Ces composés toxiques constituent une défense chimique contre les herbivores.

### Appareil reproducteur
L'appareil reproducteur montre les directions évolutives suivantes : périanthe non différencié (Helleborus) mais le plus souvent différenciation en sépales et pétales selon deux voies : par sépalisation de l'involucre bractéen (Anemone) ou par pétalisation progressive des nectaires ou des étamines (les pétales chez Ranunculus sont ainsi appelés feuilles nectarifères) ; gamocarpellie (Nigella) ; apparition de la zygomorphie (Aconitum) ; cyclisation par fragmentation de la spirale (Helleborus) ; évolution vers la superovarie ; réduction progressive du nombre d'étamines et de verticilles d'étamines (en lien avec la zygomorphie et des contraintes spatiales) puis polyandrie secondaire (polystémonie interprétée comme un moyen d'offrir une plus grande quantité de pollen aux pollinisateurs).
La fleur est parfois solitaire, comme chez certaines espèces des genres Anemone et Pulsatilla. Mais en général les fleurs sont groupées en inflorescences variées : généralement terminale (rarement axillaire), elle est de type grappe (Aconitum), panicule (Thalictrum) ou cyme (Helleborus). Elle regroupe des fleurs bisexuées spiralo-cycliques dialytépales ou dialypétales, actinomorphes ou zygomorphes (parfois éperonnées), polystémones (souvent avec les stades intermédiaires entre les spirales de nectaires et d'étamines à anthères à déhiscence longitudinale), hypogynes. La pollinisation est entomophile (anémophile chez Thalictrum). Les carpelles généralement libres sont surmontés de stigmates souvent bilobés, à placentation marginale ou axile.
Formule florale :  {\displaystyle \ S(T)_{5-n}\;P_{0-5-n}\;E_{5-10-nSt};C_{\underline {(2-n)}}}
Les fruits sont des akènes (Ranunculus, Clematis), follicule (Helleborus) ou capsule (Nigella), rarement des baies (Actaea) à dispersion ornithochore. Ils contiennent des graines à albumen oléagineux.

## Classification APG
Angiosperm Phylogeny Website (23 avr. 2010) détermine 5 sous-familles :

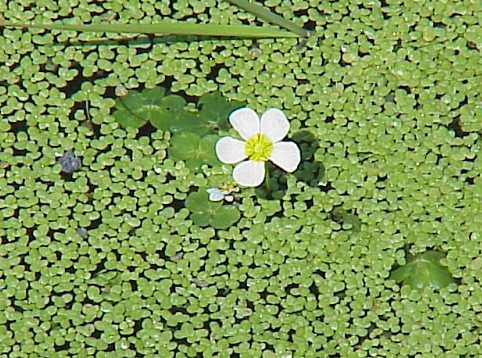
Ranunculus peltatis : une renoncule aquatique hétérophylle au milieu de lentilles d'eau.

- Hydrastidoideae (anciennement famille Hydrastidaceae) avec Hydrastis canadense originaire d'Amérique du Nord.
- Glaucidioideae (anciennement famille Glaucidiaceae) avec Glaucidium palmatum originaire du Japon.
- Coptidoideae avec 17 espèces en 3 genres.
- Isopyroideae avec 450 espèces en 9 genres.
- Ranunculoideae avec 2025 espèces en 46 genres.

## Liste des genres

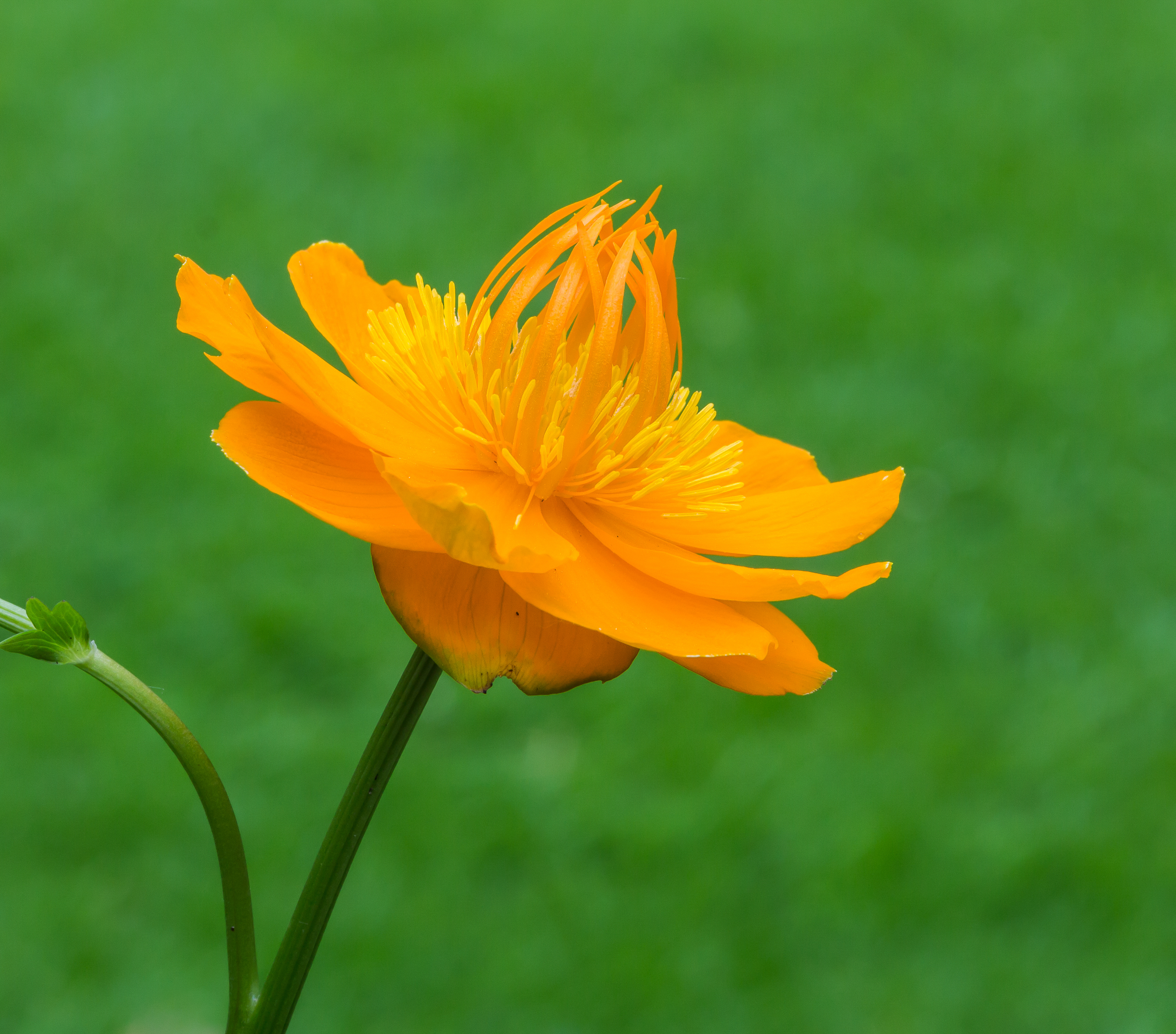
Trollius chinensis, dite 'Golden Queen' (reine d'or), en Hollande.

Les principaux genres sont Ranunculus (400 espèces), Delphinium (250 espèces), Aconitum (245 espèces), Clematis (200 espèces), Anemone (150 espèces), Thalictrum (100 espèces). La flore française est riche d'une vingtaine de genres et environ 160 espèces, avec  Ranunculus (80 espèces), Anemone (11 espèces), Aquilegia (9 espèces d'Ancolies), Thalictrum (9 espèces de Pigamons), Delphinium (8 espèces), Consolida (8 espèces de Pieds-d'Alouette), Pulsatilla (7 espèces), Aconitum (5 espèces), Adonis (5 espèces).
En France, on peut citer les genres :
- Aconitum, qui comprend l'aconit napel.
- Anemone, qui comprend l'anémone sylvie commune dans les sous-bois.
- Aquilegia, avec les ancolies
- Caltha, avec le populage des marais.
- Clematis, avec la vigne blanche (Clematis vitalba) et les clématites horticoles.
- Delphinium, avec la dauphinelle ou pied d'alouette.
- Hepatica, avec Hepatica nobilis, l'hépatique.
- Helleborus, avec l'hellébore fétide.
- Ranunculus avec le bouton d'or (Ranunculus repens).
- Trollius, les trolles des montagnes.

Dans les jardins des régions tempérées, un grand nombre de variétés ornementales appartiennent à cette famille.
Selon NCBI (23 avr. 2010), la liste complète des genres est :
- genre Aconitella
- genre Aconitum - Aconits
- genre Actaea- Actées
- genre Adonis
- genre Anemoclema
- genre Anemone - Anémones
- genre Anemonopsis
- genre Aquilegia - Ancolies
- genre Arcteranthis
- genre Asteropyrum
- genre Batrachium
- genre Beesia
- genre Callianthemoides
- genre Callianthemum
- genre Caltha
- genre Ceratocephala
- genre Cimicifuga
- genre Clematis - Clématites
- genre Consolida
- genre Coptidium
- genre Coptis
- genre Delphinium - Dauphinelles ou pieds-d'alouette
- genre Dichocarpum
- genre Enemion
- genre Eranthis
- genre Ficaria
- genre Garidella
- genre Glaucidium
- genre Halerpestes
- genre Hamadryas
- genre Helleborus - Hellébores
- genre Hepatica
- genre Hydrastis
- genre Isopyrum
- genre Knowltonia
- genre Komaroffia
- genre Krapfia
- genre Laccopetalum
- genre Leptopyrum
- genre Megaleranthis
- genre Myosurus
- genre Naravelia
- genre Nigella - Nigelles
- genre Oxygraphis
- genre Paraquilegia
- genre Peltocalathos
- genre Placospermum
- genre Psychrophila
- genre Pulsatilla
- genre Ranunculus - Renoncules
- genre Semiaquilegia
- genre Thalictrum
- genre Trautvetteria
- genre Trollius - Trolles
- genre Urophysa
- genre Xanthorhiza

Selon Angiosperm Phylogeny Website (18 mai 2010) :
- genre Aconitum L.
- genre Actaea L.
- genre Adonis L.
- genre Anemoclema (Franch.) W.T.Wang
- genre Anemone L.
- genre Anemonella Spach
- genre Anemonopsis Siebold & Zuccarini
- genre Aquilegia L.
- genre Asteropyrum J.R.Drumm. & Hutch.
- genre Barneoudia Gay
- genre Beesia Balf.f. & W.W.Sm.
- genre Calathodes J. D. Hooker & Thomson
- genre Callianthemum C.A.Mey.
- genre Caltha L.
- genre Ceratocephala Moench
- genre Cimicifuga Wernisch.
- genre Clematis L.
- genre Consolida Gray
- genre Coptis Salisb.
- genre Delphinium L.
- genre Dichocarpum W.T.Wang & P.K.Hsiao
- genre Enemion Rafinesque
- genre Eranthis Salisb.
- genre Glaucidium Siebold & Zuccarini
- genre Halerpestes Greene
- genre Hamadryas Comm. ex Juss.
- genre Helleborus L.
- genre Hepatica Mill.
- genre Hydrastis L.
- genre Isopyrum L.
- genre Knowltonia Salisb.
- genre Laccopetalum Ulbr.
- genre Leptopyrum Reichenbach
- genre Metanemone W.T.Wang
- genre Miyakea Miyabe & Tatew.
- genre Myosurus L.
- genre Naravelia Adans.
- genre Nigella L.
- genre Oreithales Schltdl.
- genre Oxygraphis Bunge
- genre Paraquilegia J.R.Drumm. & Hutch.
- genre Paroxygraphis W.W.Sm.
- genre Psychrophila (DC.) Bercht. & J.Presl
- genre Pulsatilla Mill.
- genre Ranunculus L.
- genre Semiaquilegia Makino
- genre Souliea Franch.
- genre Thalictrum L.
- genre Trautvetteria Fisch. & C.A.Mey.
- genre Trollius L.
- genre Urophysa Ulbr.
- genre Xanthorhiza Marshall

Selon DELTA Angio (23 avr. 2010) :
- genre Aconitum
- genre Actaea
- genre Adonis
- genre Anemone
- genre Anemonopsis
- genre Aquilegia
- genre Archiclematis
- genre Asteropyrum
- genre Barneoudia
- genre Beesia
- genre Calathodes
- genre Callianthemum
- genre Caltha
- genre Ceratocephala
- genre Cimicifuga
- genre Clematis
- genre Clematopsis
- genre Consolida
- genre Coptis
- genre Delphinium
- genre Dichocarpum
- genre Enemion
- genre Eranthis
- genre Hamadryas
- genre Helleborus
- genre Hepatica
- genre Isopyrum
- genre Knowltonia
- genre Komaroffia
- genre Krapfia
- genre Kumlienia
- genre Laccopetalum
- genre Leptopyrum
- genre Megaleranthis
- genre Metanomone
- genre Miyakea
- genre Myosurus
- genre Naravelia
- genre Nigella
- genre Oreithales
- genre Paraquilegia
- genre Paroxygraphis
- genre Pulsatilla
- genre Ranunculus
- genre Semiaquilegia
- genre Souliea
- genre Thalictrum
- genre Trautvetteria
- genre Trollius
- genre Urophysa
- genre Xanthorhiza

Selon ITIS (23 avr. 2010) :
- genre Aconitum  L.
- genre Actaea  L.
- genre Adonis  L.
- genre Anemone  L.
- genre Aquilegia  L.
- genre Caltha  L.
- genre Ceratocephala  Moench
- genre Cimicifuga  Wernischeck
- genre Clematis  L.
- genre Consolida  S.F. Gray
- genre Coptis  Salisb.
- genre Delphinium  L.
- genre Enemion  Raf.
- genre Eranthis  Salisb.
- genre Helleborus  L.
- genre Hepatica  P. Mill.
- genre Hydrastis  L.
- genre Kumlienia  Greene
- genre Myosurus  L.
- genre Nigella  L.
- genre Pulsatilla  P. Mill.
- genre Ranunculus  L.
- genre Thalictrum  L.
- genre Trautvetteria  Fisch. & C.A. Mey.
- genre Trollius  L.
- genre Xanthorhiza  Marsh.

## Record
La renoncule des glaciers est une des plantes à fleurs européennes poussant à la plus haute altitude puisqu'elle se rencontre jusqu'à plus de 4 000 mètres (en Suisse). Avec la brassicacée Solms-laubachia himalayensis (en), Ranunculus lobatus peut être trouvée à 7 756 mètres de hauteur dans l'Himalaya, la plus haute altitude jamais atteinte par une plante à fleur.